# Shin-chan: Operación rescate
Shin-chan: operación rescate (Dengeki! Buta no Hizume Daisakusen クレヨンしんちゃん 電撃！ブタのヒヅメ大作戦?) es la sexta película de animación basada en el manga y anime Shin Chan. Tiene una duración de 95 min. Aunque está situada tras el capítulo 269 del anime, su historia no influye para nada en la historia de la serie.

## Argumento
La historia comienza cuando una agente secreta se esconde en el barco donde estaban cenando los alumnos del colegio Futaba en la Bahía de Tokio. Los Pezuña de Cerdo la siguieron y se llevaron al barco con ella y Shin-Chan y sus amigos a bordo.
A partir de ahí Shin-Chan, Masao, Nene, Kazama y Boo-Chan van con la agente a todas partes como rehenes de los Pezuña de Cerdo. Simultáneamente, un agente de la SML va a las casas de los niños recogiendo fotos de ellos para reconocerlos y rescatarlos. Pero cuando llega a la de los Nohara, Misae con Himawari y Hiroshi le siguen hasta Hong Kong para rescatar a su hijo. Al final consiguen que el agente los lleve con él y le ayuden a tropiezos. 
Al final de la aventura, todos se encuentran en la base secreta de los Pezuña de Cerdo en Siberia. Allí presencian el método que quieren usar para dominar al mundo, un virus informático, el Cerdito Valiente. Mientras todos mantienen una lucha con los secuaces de los Pezuña de Cerdo, Shin-Chan lucha entretiene al virus mientras el profesor crea un antídoto.

## Personajes

### De la Serie
- Shin-Chan
- Misae Nohara
- Hiroshi Nohara
- Himawari Nohara
- Masao Satō
- Boo-chan
- Tooru Kazama
- Nene Sakurada
- Cerdito Valiente

#### Otros
- Midori Yoshinaga
- Ume Matsuzaka
- El Director

### Únicos de la película
- Girl: es el nombre en clave de la agente secreta de la SML que intenta detener a los Pezuña de Cerdo. Está divorciada de Musculman y tiene un hijo. Sus armas preferidas son las sartenes, práctica que cogió cuando estaba casada.
- Musculman: es el nombre en clave del agente que va a rescatar a los niños y cuida de los Nohara. Está divorciado de Girl y tiene un hijo. es muy músculoso y alto, no entra por la puerta del salón de los Nohara.
- Profesor Obukuru: es el inventor del primer virus con capacidad de pensamiento propio. Escogió al Cerdito Valiente en un dibujo que vio de Shin-Chan. Fue raptado por los Pezuña de Cerdo para que les hiciese el virus, y como a él lo que le importaba era crearlo, le daba igual que fuese para unos o para otros. Considera las pantuflas como el mejor invento de la humanidad. Adora el sumo
- Angella Oume: es un travesti obeso y calvo que ayuda al profesor. Se enamora a primera vista de Hiroshi y desea un beso de él que no consigue. Ayuda después a acabar con los Pezuña de Cerdo.
- Paticorto: es el jefe de los secuaces de los Pezuña de Cerdo. Es muy bajo y lleva unos zapatos que lo elevan 7 cm del suelo. Va vestido con un traje rosa y empuña siemrpe pistolas.
- Mama: es una de las secuaces de los Pezuña de Cerdo. Es una mujer muy musculosa y fuerte, incluso más que Musculman. Es derrotada por Girl al final de la película.
- Blade: es uno de los secuaces de los Pezuña de Cerdo. Es un hombre delgado pero muy ágil y veloz. Lleva un arsenal de armas blancas entre ellos armas tipo katar en su gabardina. Le encanta contar chistes y su debilidad son los chistes malos, a pesar de que los suyos se encuentran entre ellos.
- Mouse: es el jefe de los Pezuña de Cerdo. Es calvo y lleva gafas. Le sigue la corriente al Cerdito Valiente para que le haga caso pero al final no consigue dominarlo del todo.
- Yoshito Usui: aparece pidiendo la dirección del concurso asiático de karaoke en Hong Kong.